# Take Me Home (album de One Direction)
Pour les articles homonymes, voir Take Me Home.
Albums de One Direction
Up All Night
(2011) Midnight Memories
(2013)
Singles
1. Live While We're Young
Sortie : 28 septembre 2012
2. Little Things
Sortie : 12 novembre 2012
3. Kiss You
Sortie : 7 janvier 2013

Take Me Home est le deuxième album studio du boys band anglo-irlandais One Direction, sorti le 9 novembre 2012 sous le label de Sony Music Entertainment. Comme le premier album à succès international des One Direction, Up All Night (2011), Take Me Home a été écrit en groupe et a une moyenne de juste en dessous de cinq auteurs-compositeurs par piste. En grande partie enregistré et composé en Suède pendant l'année 2012, Savan Kotecha, Rami Yacoub et Carl Falk, qui ont composé les hits des One Direction, What Makes You Beautiful et One Thing, ont passé six mois à Stockholm pour composer les chansons pour l'album et ont pu former des mélodies autour des tonalités de voix des membres.
Les voix des membres sont présentées individuellement sur le record, et ses textes parlent de tomber amoureux, d'amour non réciproque, l'insistance des défauts qui rendent une personne unique, l'engagement et la jalousie. Take Me Home a reçu des critiques mitigées de la part des critiques musicaux. Il y avait l'éloge pour sa qualité de production, tandis que la critique a dépendu de sa nature générique, pressée.
À l'échelle mondiale, l'album a décimé les charts dans plus de trente-cinq pays et a été le quatrième album à succès de 2012, s'écoulant à 4.9 millions d'unités. L'entrée numéro un de l'album sur le US Billboard 200 chart a fait des One Direction le premier groupe à être placé en tête du Billboard 200 avec leurs deux premiers albums depuis Danity Kane entrée avec Welcome to the Dollhouse en 2008. Les boys (comme ils sont appelés par leurs fans) sont également devenus les deuxièmes en 2012 à avoir placé deux albums numéro un dans une période de 12 mois et le premier boys band dans l'histoire du « US chart » à avoir eu deux albums numéro un en une année. Up All Night et Take Me Home étaient les troisièmes et cinquièmes albums à succès de 2012 aux États-Unis, respectivement, faisant des One Direction les premiers à placer deux albums dans le top 5 de fin d'année dans l'ère du Nielsen SoundScan.
Le premier single, Live While We're Young, est sorti le 28 septembre 2012. Il fut placé dans le top 10 dans presque chaque pays, a été enregistré comme le single avec un chiffre des ventes d'ouverture le plus haut en une semaine pour une chanson par un artiste non américain. Les singles suivants, Little Things etKiss you' ont eu un peu moins de succès, bien que les deux ont formé le top des UK Singles Chart. En complément de la sortie de l'album, les One Direction ont chanté les chansons de l'album dans différents shows télévisés et durant leur tournée mondiale le Take Me Home Tour (2013).

## Formats et liste des pistes
| No  | Titre                    | Producteur(s)                   | Durée |
| --- | ------------------------ | ------------------------------- | ----- |
| 1.  | Live While We're Young   | Yacoub, Falk                    | 3:20  |
| 2.  | Kiss You                 | Yacoub, Falk                    | 3:03  |
| 3.  | Little Things            | Jake Gosling                    | 3:39  |
| 4.  | C'mon, C'mon             | Bunetta, Ryan                   | 2:45  |
| 5.  | Last First Kiss          | Yacoub, Falk, Fogelmark, Nedler | 3:23  |
| 6.  | Heart Attack             | Yacoub, Falk, Shellback         | 2:56  |
| 7.  | Rock Me                  | Dr. Luke, Cirkut, Kool Kojak    | 3:20  |
| 8.  | Change My Mind           | Yacoub, Falk                    | 3:32  |
| 9.  | I Would                  | Bunetta, Sam Waters, Ryan       | 3:21  |
| 10. | Over Again               | Gosling                         | 3:02  |
| 11. | Back for You             | Yacoub, Falk, Nedler, Fogelmark | 2:58  |
| 12. | They Don't Know About Us | Ottoh, Bunetta, Ryan            | 3:20  |
| 13. | Summer Love              | Robson                          | 3:28  |

| 14. | She's Not Afraid | Bunetta, Ryan           | 3:11 |
| 15. | Loved You First  | Bunetta, Ryan           | 3:05 |
| 16. | Nobody Compares  | Yacoub, Falk, Shellback | 3:31 |
| 17. | Still the One    | Yacoub, Falk, Shellback | 3:03 |

| 14. | She's Not Afraid   | Bunetta                 | 3:11 |
| 15. | Loved You First    | Bunetta                 | 3:05 |
| 16. | Nobody Compares    | Yacoub, Falk, Shellback | 3:31 |
| 17. | Still the One      | Yacoub, Falk, Shellback | 3:03 |
| 18. | Truly Madly Deeply | Gad                     | 3:01 |
| 19. | Magic              | Yacoub, Falk, Shellback | 3:05 |
| 20. | Irresistible       | Bunetta, Waters         | 3:59 |

| 14. | Truly Madly Deeply | Yacoub, Falk            | 3:01 |
| 15. | Magic              | Yacoub, Falk, Shellback | 3:05 |
| 16. | Irresistible       | Bunetta, Waters         | 3:59 |
| 17. | One Thing (Live)   | Yacoub, Kotecha         | 3:26 |
| 18. | I Wish (Live)      | Yacoub, Falk            | 3:48 |

| 14. | She's Not Afraid                                            | Bunetta                 | 3:11 |
| 15. | Loved You First                                             | Bunetta                 | 3:05 |
| 16. | Nobody Compares                                             | Yacoub, Falk, Shellback | 3:31 |
| 17. | Still the One                                               | Yacoub, Falk, Shellback | 3:03 |
| 18. | One Thing (Live)                                            | Kotecha, Yacoub         | 4:01 |
| 19. | What Makes You Beautiful (Live)                             | Yacoub, Falk            | 3:50 |
| 20. | Moments (Live)                                              | Hulbert                 | 5:10 |
| 21. | One Direction backstage at the 2012 iTunes Festival (Video) |                         | 4:26 |

## Classements
| Classements (2012)               | Meilleure position |
| -------------------------------- | ------------------ |
| Autriche (Ö3 Austria Top 40)     | 2                  |
| Belgique (Flandre Ultratop)      | 1                  |
| Belgique (Wallonie Ultratop)     | 3                  |
| Canadian Albums Chart            | 1                  |
| Croatian Albums Chart            | 1                  |
| Czech Albums Chart               | 1                  |
| Danemark (Tracklisten)           | 1                  |
| Pays-Bas (Mega Album Top 100)    | 1                  |
| Finnish Albums Chart             | 2                  |
| France (SNEP)                    | 3                  |
| German Albums Chart              | 2                  |
| Greek Albums Chart               | 1                  |
| Hongrie (Mahasz)                 | 2                  |
| Irish Albums Chart               | 1                  |
| Italian Albums Chart             | 1                  |
| Japanese Albums Chart            | 6                  |
| Mexican Albums Chart             | 1                  |
| New Zealand Albums Chart         | 1                  |
| Norwegian Albums Chart           | 1                  |
| Polish Albums Chart              | 3                  |
| Portuguese Albums Chart          | 1                  |
| Scottish Albums Chart            | 1                  |
| Spanish Albums Chart             | 3                  |
| Swedish Albums Chart             | 1                  |
| Swiss Albums Chart               | 1                  |
| Taiwanese Albums Chart           | 3                  |
| UK Albums Chart[réf. nécessaire] | 1                  |
| US Billboard 200                 | 1                  |

## Certifications
| Pays (Fournisseur)        | Certification |
| ------------------------- | ------------- |
| Argentine (CAPIF)         | Platine       |
| Australie (ARIA)          | 3 × Platine   |
| Autriche (IFPI)           | Or            |
| Canada (Music Canada)     | 3 × Platine   |
| Danemark (IFPI Denmark)   | Platine       |
| Espagne (PROMUSICAE)      | Platine       |
| États-Unis (RIAA)         | 3 × Platine   |
| Grèce (IFPI Greece)       | 2 × Platine   |
| Hongrie (Mahasz)          | Or            |
| Irlande (IRMA)            | 3 × Platine   |
| Italie (FIMI)             | 2 × Platine   |
| Japon (RIAJ)              | Or            |
| Mexique (AMPROFON)        | 4 × Platine   |
| Nouvelle-Zélande (RIANZ)  | 2 × Platine   |
| Pays-Bas (NVPI)           | Or            |
| Pologne (ZPAV)            | Platine       |
| Portugal (AFP)            | Platine       |
| Royaume-Uni (BPI)         | 2 × Platine   |
| Suède (GLF)               | 2 × Platine   |
| Suisse (IFPI Switzerland) | Or            |
| Venezuela (APVF)          | 4 × Platine   |

## Utilisation
- La chanson Back for You a été utilisée au générique de la saison 1 de l'émission de variétés chinoise A Bright World.

### Sources
- (en) Cet article est partiellement ou en totalité issu de l’article de Wikipédia en anglais intitulé « Take Me Home (One Direction album) » (voir la liste des auteurs).